# بياتريث كوراليس
بياتريث كوراليس (بالإسبانية: Beatriz Corrales) هي لاعبة كرة الريشة إسبانية، ولدت في 3 ديسمبر 1992 في ليغانيس في إسبانيا.

## وصلات خارجية
- بياتريث كوراليس على موقع BWF.tournamentsoftware.com (الإنجليزية)
- بياتريث كوراليس على موقع BWFbadminton.com (الإنجليزية)
- بياتريث كوراليس على موقع اللجنة الأولمبية الدولية (الإنجليزية)